# Patrie (cuirassé)
Pour les articles homonymes, voir Patrie (homonymie).
La Patrie est un cuirassé pré-Dreadnought de la classe République construit pour la Marine française. Lancé en 1903, le navire entre en service en 1907 et rejoint l'escadre de Méditerranée où il est encore lorsque la Première Guerre mondiale éclate en 1914. Avec son sister-ship le République, il participe au combat d'Antivari puis au blocus de la flotte austro-hongroise dans la mer Adriatique jusqu'en 1916, où les deux navires rejoignent Thessalonique et les eaux grecques qu'ils ne quittent plus jusqu'à la fin de la Guerre. La Patrie est mise en réserve en 1919, transformée en navire-école de torpillage puis démolie en 1928.

## Conception et construction
Les cuirassés de la classe République sont plus lourds de 16,4 % que le Suffren ; celui-ci déplaçait 12 800 tonnes, les République 14 900. Ils restent ainsi en dessous de la limite des 15 000 tonnes qui « effraie » certains concepteurs. Ils sont commandés lors du programme de 1900, mais la mise en chantier n'est pas faite avant l'année suivante. La construction est longue, car émaillée de remises en question de la conception même de ces cuirassés. Le ministre de l'époque, Camille Pelletan, est un fervent défenseur de la Jeune École et des torpilleurs numérotés. Il fait tout pour retarder la construction de ces grands navires qui sont finalement armés entre 1906 et 1907.